# Hurel-Dubois HD.32
Die Hurel-Dubois HD.32 war ein französisches Passagierflugzeug. Aus ihr abgeleitet wurden die Hurel-Dubois HD.321 und Hurel-Dubois HD.34.

## Geschichte
Die Hurel-Dubois HD.32 wurde Anfang der 1950er Jahre aus der nur in einem Exemplar gebauten HD.31 entwickelt. Bei ihr wurde besonders Wert auf gute STOL-Fähigkeiten gelegt. Sie sollte im Freien abgestellt und auch von unbefestigten Pisten aus eingesetzt werden können. Die HD.32 sollte auf Kurzstrecken in den französischen Kolonien eingesetzt werden und hier veraltete Modelle wie die in Frankreich nach dem Krieg als AAC.1 Toucan gebaute Ju 52 ersetzen. Es wurde weniger Wert auf eine größere Reisegeschwindigkeit als auf sehr gute STOL-Fähigkeiten gelegt. Am Ende sollte diese Auslegung aber zu ihrem Misserfolg beitragen. Das größte Problem war dann aber, dass, als die HD.32 Mitte der 1950er Jahre einsatzbereit war, Frankreich die geplanten Einsatzgebiete, seine Kolonien, inzwischen verloren hatte (wie z. B. 1954 Indochina).
Der Erstflug der HD.32 erfolgte am 29. Dezember 1953 in Brétigny-sur-Orge. Das Flugzeug hatte das Kennzeichen F-WHHA.

## Konstruktion
Das Flugzeug war konstruktiv ein gitterartig abgestrebter Schulterdecker aus Metall. Eine auffällige Besonderheit ist der Hurel-Dubois-Schmalflügel mit seiner ungewöhnlich hohen Streckung. Der sehr schmale Tragflügel hatte eine Spannweite von 45,30 m (zum Vergleich: eine deutlich größere Boeing 737-100 hat nur 28,35 m Spannweite). Der an Hochleistungssegelflugzeuge erinnernde Hurel-Dubois-Schmalflügel verlieh der HD.32 hervorragende Langsamflugeigenschaften und ermöglichte so den Einsatz auch von kleineren Flugplätzen. Trotz der sehr guten Start- und Landeeigenschaften hat sich diese Flügelform nicht durchgesetzt, obwohl sie an britischen Flugzeugen wie der Short Skyvan erfolgreich zum Einsatz kam.
Das nicht einziehbare Bugfahrwerk ist aerodynamisch verkleidet und sehr robust ausgelegt. Es befähigte die HD.32, auch von unbefestigten Pisten aus operieren zu können.
Die HD.32 wurde von zwei Sternmotoren Pratt & Whitney R-1830 mit einer Startleistung von je 1220 PS angetrieben und erreichte eine Höchstgeschwindigkeit von etwa 350 km/h. Die maximale Reisegeschwindigkeit lag bei 338 km/h mit auf 960 PS gedrosselten Motoren. Die normale Reisegeschwindigkeit mit dann auf 608 PS gedrosselten Motoren lag mit etwa 270 km/h nur wenig über dem Niveau der Flugzeuge, welche die HD.32 ablösen sollte.
Als reines Frachtflugzeug hatte sie einen 58 m³ großen Laderaum, in der Passagierversion konnten 44 Passagiersitze eingebaut werden. Die geplante kombinierte Version hätte neben 34 Passagiersitzen noch einen 12,8 m³ großen Frachtraum besessen.
Da im geplanten Einsatzgebiet, den französischen Kolonien, kaum eine Radarüberwachung und -leitung stattfand, befand sich auf der rechten Seite hinter dem Sitz des zweiten Flugzeugführers der Arbeitsplatz eines Funknavigators.

## Technische Daten
| Kenngröße                    | Daten                                                     |
| ---------------------------- | --------------------------------------------------------- |
| Besatzung                    | zwei Piloten und optional ein Funknavigator               |
| Passagiere                   | 34 bis 44 je nach Version                                 |
| Länge                        | 23,27 m                                                   |
| Spannweite                   | 45,30 m                                                   |
| Höhe                         | 8,73 m                                                    |
| Flügelfläche                 | 100 m²                                                    |
| Flügelstreckung              | 20,5                                                      |
| Leermasse                    | 11.200 kg                                                 |
| max. Startmasse              | 18.000 kg                                                 |
| Triebwerke                   | zwei Pratt & Whitney R-1830 mit je 1.220 PS (897 kW)      |
| max. Reisegeschwindigkeit    | 338 km/h bei auf 2 × 960 PS (706 kW) gedrosselten Motoren |
| normale Reisegeschwindigkeit | 270 km/h bei auf 2 × 608 PS (447 kW) gedrosselten Motoren |
| Reichweite                   | 1.800 km                                                  |
| Startstrecke                 | 650 m                                                     |
| Startstrecke über 11 m       | 790 m                                                     |
| Landestrecke aus 15 m Höhe   | 700 m                                                     |
| Landerollstrecke             | 200 m                                                     |

## Weiterentwicklungen
Die HD.32 wurde 1955 in 23 Exemplaren von Air France in der verlängerten Version HD.321 bestellt. Noch vor der Auslieferung an die Air France stornierte diese den Auftrag. Die beiden bereits gebauten HD.321 wurden den französischen Luftstreitkräften zugeteilt und vom 1. bis 26. August 1956 in Algerien getestet. Sie wurden danach einer Erprobungseinheit zugeteilt und bis 1959 als taktischer Transporter, aber auch für Kartierungen aus der Luft und für Versuche zur Luftbetankung eingesetzt.
Deren Weiterentwicklung Hurel-Dubois HD.34 hat erstmals ein einziehbares Bugrad. Der Erstflug der HD.34 fand am 26. Februar 1957 statt. Alle acht gebauten Exemplare wurden an das französische National Geographic Institute geliefert und für kartografische Vermessungen per Luftbild eingesetzt. Ein Flugzeug (Luftfahrzeugkennzeichen F-BICU) wurde 1959 kurzzeitig an die britische Silver City Airways vermietet, die jedoch keine Bestellung erteilte. Erst 1985 wurden die Hurel-Dubois HD.34 beim National Geographic Institute durch Falcon 20S und Beechcraft 200T Super King Airs ersetzt. Von den acht gebauten Flugzeugen sind drei erhalten geblieben:
- Seriennummer 1, eingetragen als F-BHOO, dann F-AZNH, steht seit Dezember 2008 unter Denkmalschutz und wird im Luftfahrtmuseum von Melun-Villaroche aufbewahrt,
- Seriennummer 4, eingetragen im Luftfahrtregister als F-BICR wird im Luft- und Raumfahrtmuseum in Le Bourget aufbewahrt,
- Seriennummer 8, eingetragen als F-BICV, wird aufbewahrt auf dem Gelände von Creil.